# Budia
Budia és un municipi de la província de Guadalajara, a la comunitat autònoma de Castella-La Manxa.

## Demografia
| Cens | Població de fet | Población de dret | Llars |
| ---- | --------------- | ----------------- | ----- |
| 1842 | ...             | 1530              | 430   |
| 1857 | 1416            | ...               | 376   |
| 1860 | 1430            | ...               | 372   |
| 1877 | 1256            | 1287              | 390   |
| 1887 | 1155            | 1157              | 351   |
| 1897 | 1025            | 1045              | 310   |
| 1900 | 999             | 1101              | 315   |
| 1910 | 1136            | 1149              | 326   |
| 1920 | 1041            | 1074              | 280   |
| 1930 | 1012            | 1045              | 253   |
| 1940 | 1007            | 983               | 236   |
| 1950 | 997             | 1017              | 289   |
| 1960 | 939             | 955               | 236   |
| 1970 | 478             | 489               | 144   |
| 1981 | 427             | 424               | 138   |
| 1991 | 318             | 335               | 125   |
| 2001 | ...             | 269               | 120   |